# ایستگاه شیبائورا-فوتو
ایستگاه شیبائورا-فوتو (به ژاپنی: 芝浦ふ頭駅 Shibaura-futō-eki) یک ایستگاه قطار وابسته خط یوریکامومه است که در منطقه میناتو-کو، توکیو قرار دارد.